# Kostel svatého Šimona a Judy (Mojžíř)
Římskokatolický farní kostel svatého Šimona a Judy v Mojžíři je gotická sakrální stavba. Od 27. října 1995 je kostel chráněn jako kulturní památka České republiky.

## Historie

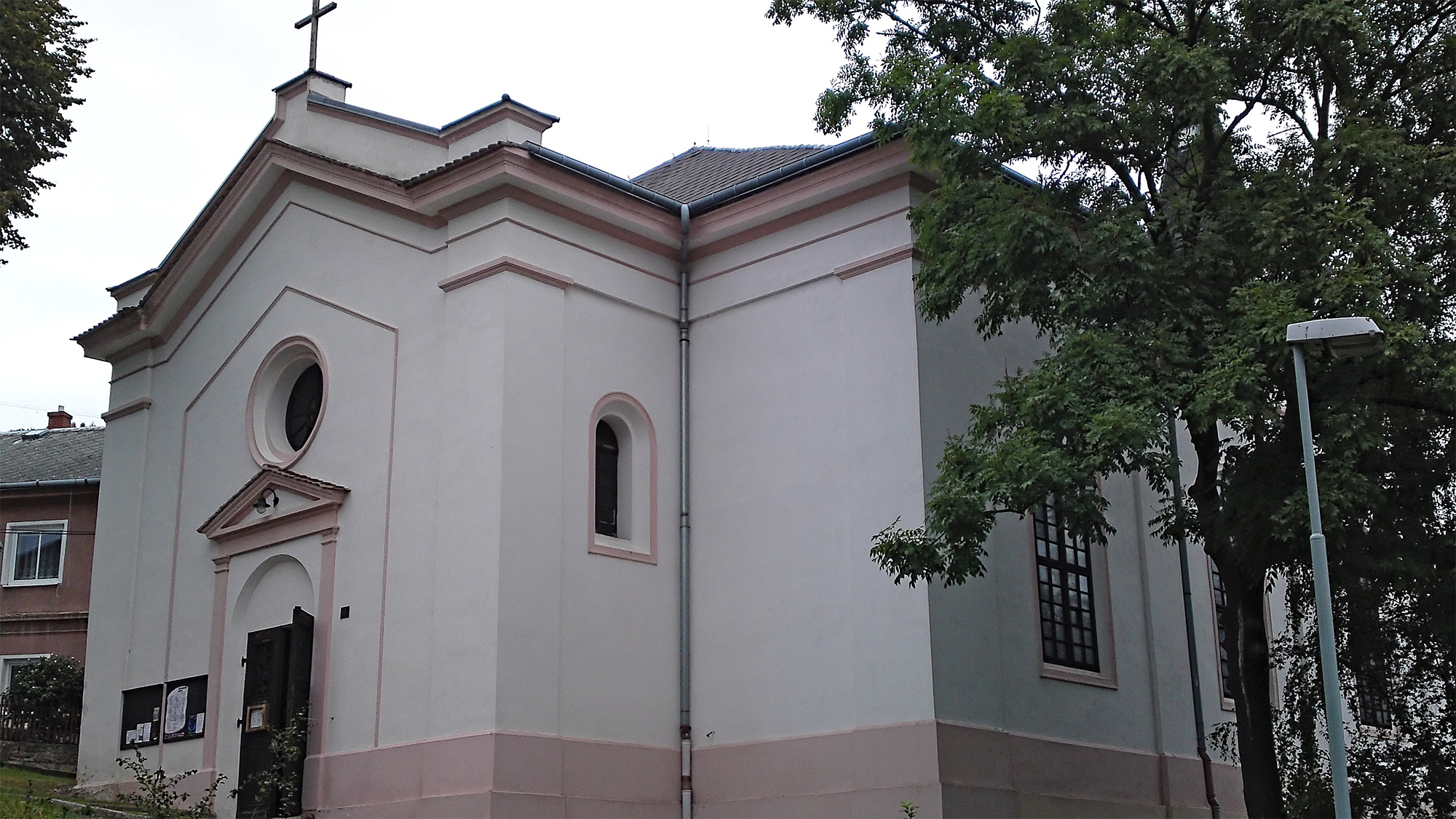
Vchod do kostela v Mojžíři

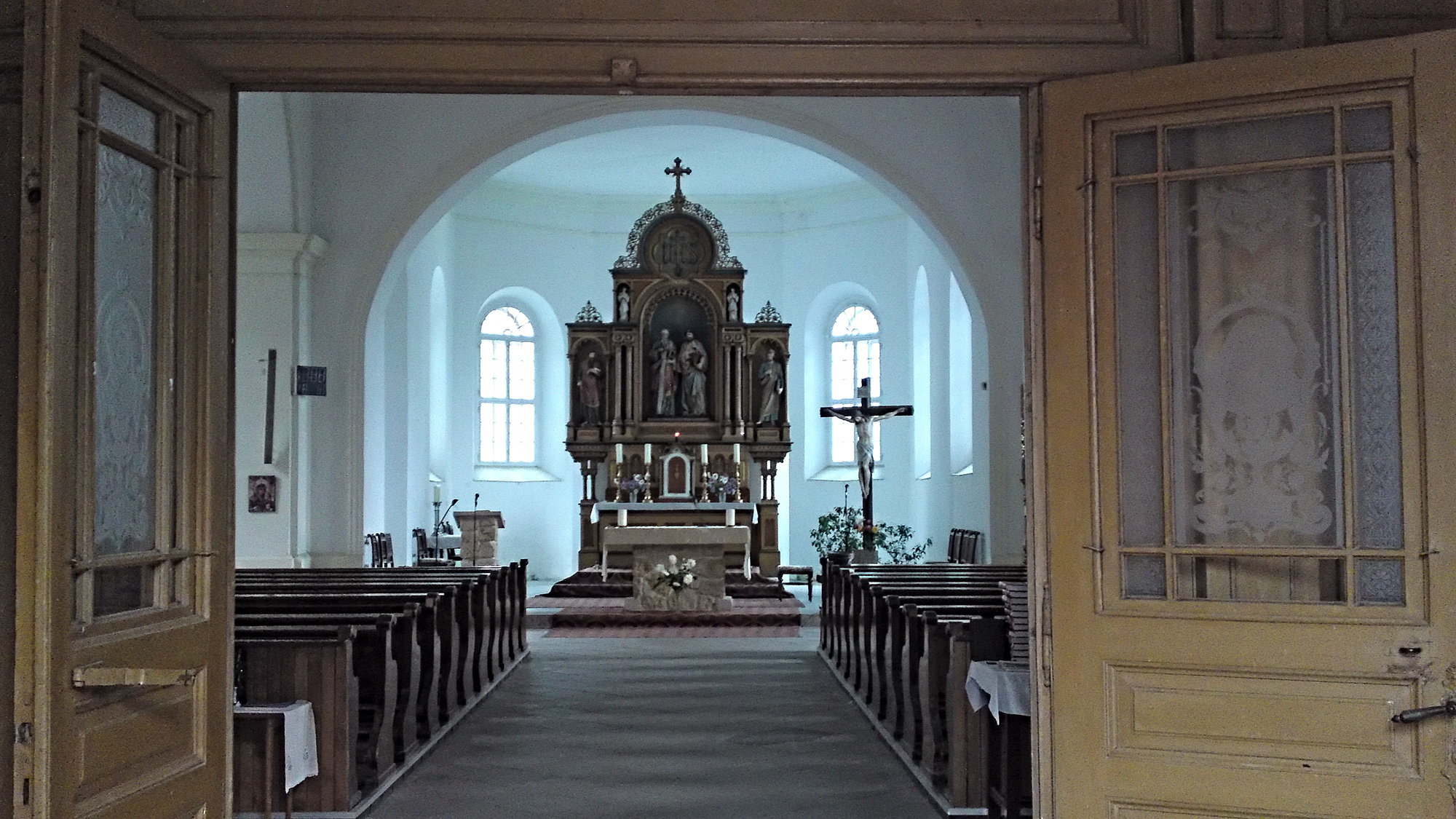
Pohled do lodi kostela

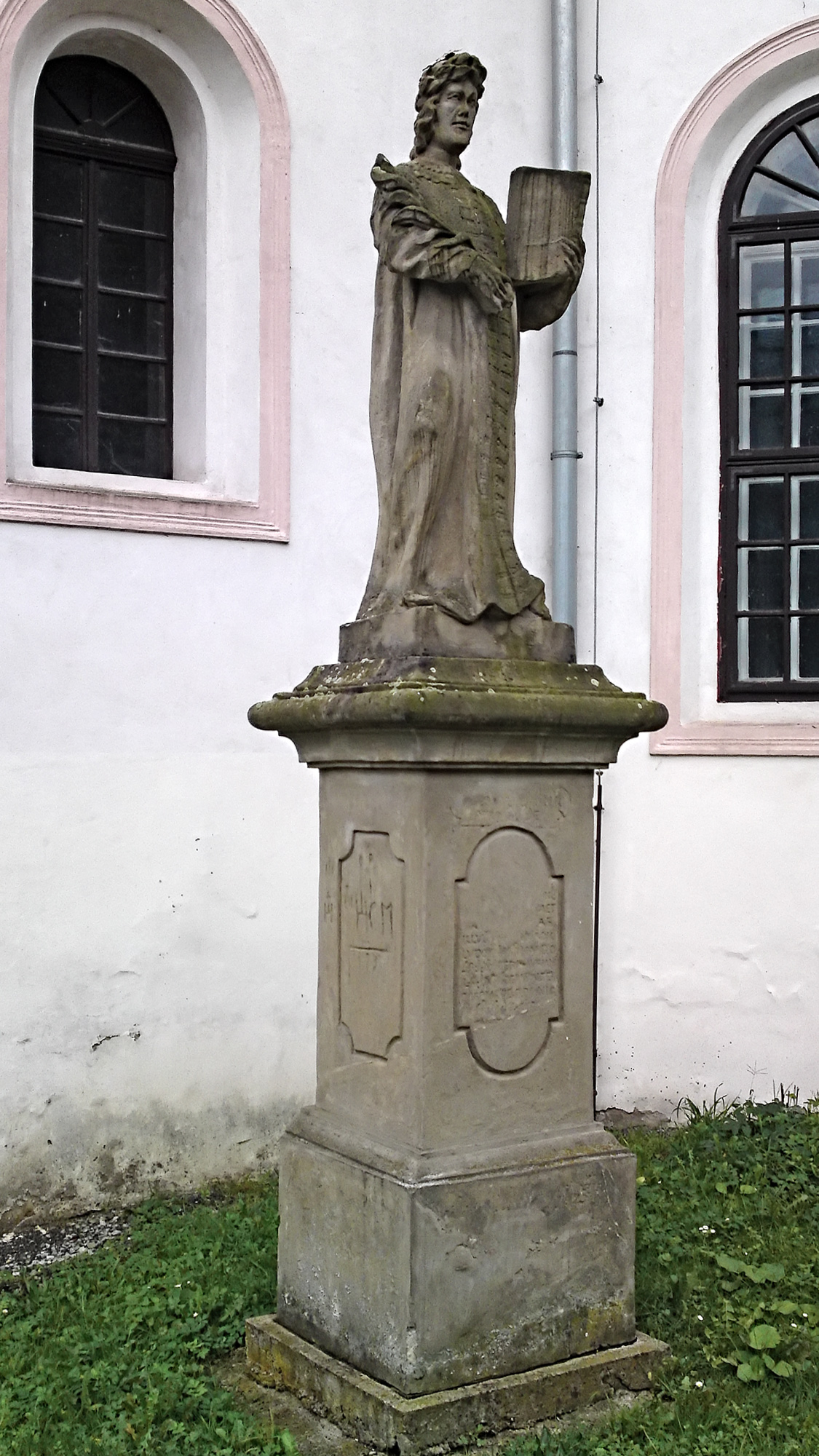
Socha sv. Donáta u kostela

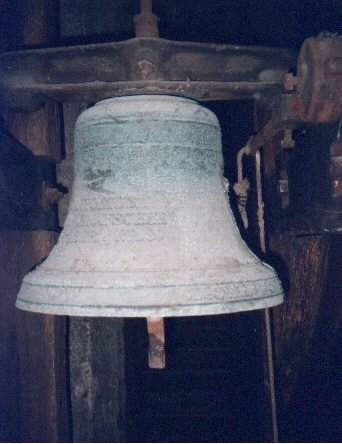
Zvon v mojžířském kostele

Jedná se o původně gotický kostel sv. Šimona a Judy v Mojžíři. Byl postaven ve 14. století, v 15. století zchátral a obnoven byl v roce 1598. Sloužil jako farní kostel pro obce na levém břehu Labe mezi Račím a Kozím vrchem. Z původní stavby se dochovalo zdivo presbytáře s opěrnými pilíři a spodní část východní věže. Klenba se však nedochovala. Roku 1846 byla postavena nová rozměrná loď s plochým stropem a zvonicové patro věže, jejíž střešní helmice s hodinami byla osazena roku 1926. Po devastaci v poválečném období byl kostel v 90. letech 20. století opraven.

## Architektura
Kostel je trojlodní s polygonálním presbytářem a hranolovou věží. Okna jsou půlkruhově zakončená. Fasády jsou členěny pilastry. Na nárožích presbytáře jsou opěráky. Ve věži jsou sdružená půlkruhová okna. Uvnitř je plochý strop.

## Zařízení
Zařízení, které se dochovalo, je gotické i barokní a má značnou uměleckou hodnotu. Na bočním oltáři jsou barokní klečící andělé z období kolem roku 1750, kteří pocházejí původně z kostela v Povrlech. Na druhém bočním oltáři je gotická socha Madony z období kolem roku 1515, která pochází z kaple v Lužci. Dále je v kostele pozdně gotická socha sv. Vavřince z poloviny 16. století a barokní socha sv. Floriána z poloviny 18. století. Na postranních oltářích jsou osazeny reliéfy čtyř evangelistů v nikách. Pocházejí z období kolem roku 1600. Kolem starého hlavního oltáře se nacházejí dřevořezby. Na konzole je barokní socha sv. Anny Samotřetí z období kolem roku 1700, která se nacházela původně v kapli v Mírkově. Kamenná křtitelnice na středové polygonální nožce s prstencem má na kalichu geometrický reliéfní ornament. Obraz sv. Šimona a Judy, který se nachází v kostele, pochází z období kolem roku 1730. Je snad dílem B. Kerna. Původně se nacházel na boční stěně presbytáře. Barokní obraz Narození Páně je z období kolem roku 1750 a nachází se na boční stěně presbytáře.

## Zvon
Zvon z roku 1921 je dílem Richarda Herolda.

## Okolí kostela
Při kostele se nachází klenák s datem 1611, který byl přenešen z vrat starého zbořeného dvora. U presbytáře kostela se nachází na hranolovém soklu socha sv. Donáta, která byla přenesena z křižovatky mezi Neštěmicemi a Krásným Březnem. Jedná se o raně barokní práci z období kolem roku 1640. Před domem čp. 58 je na hranolovém soklu s medailónem socha sv. Floriána.